# Kucha

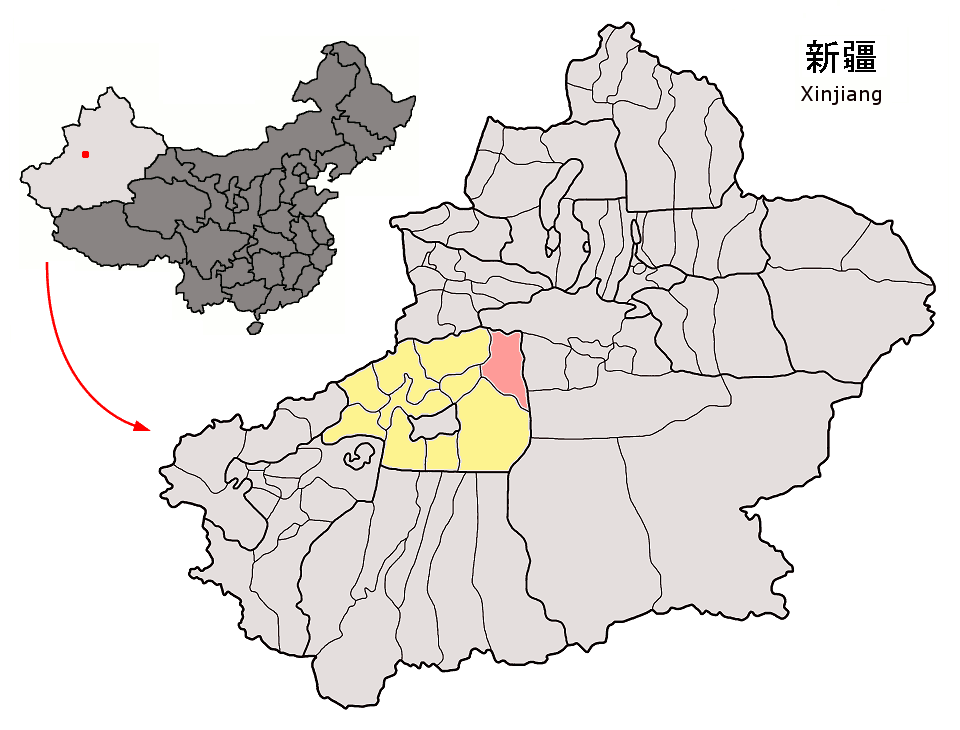
Posizione di Kucha nello Xinjiang, con la contea di Kucha in rosa e la prefettura di Aksu in giallo

Kucha, Kuche, Kucā, Kuçar o Kuchar (uiguro: كۇچار; cinese semplificato:龟兹; tradizionale:龜茲; pinyin: Qiūzī) era un antico regno buddista situato su un ramo della via della seta che correva lungo il confine settentrionale del deserto di Taklamakan nel bacino del Tarim, e a sud del fiume Muzat. Quest'area si trova oggi nella prefettura di Aksu, Xinjiang, Cina. Kucha è il capoluogo della contea di Kuqa. La sua popolazione è stata misurata nel 1990 in 74 632 abitanti.

## Storia

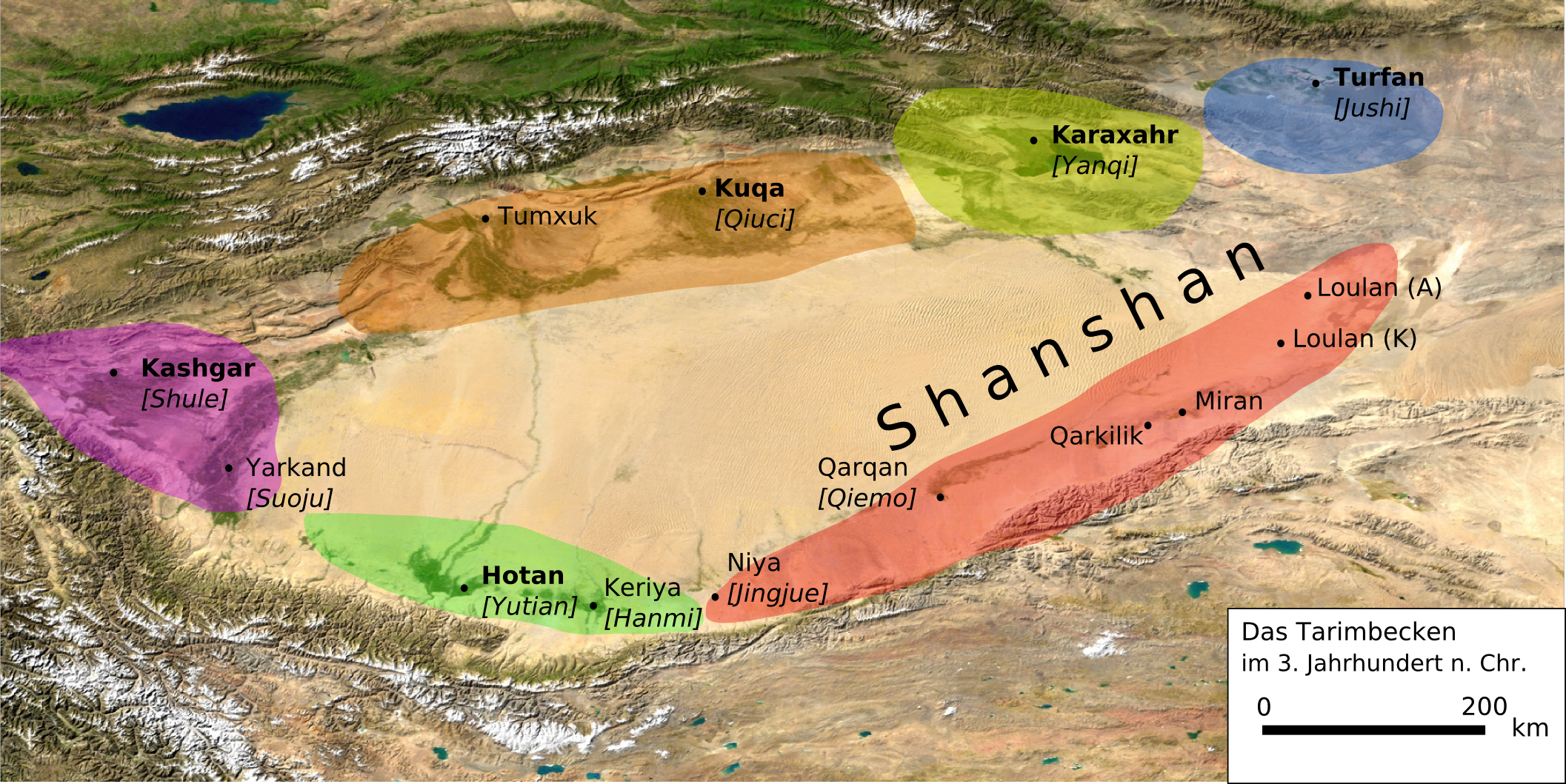
Bacino del Tarim nel III secolo

Secondo il Libro degli Han Kucha era il più vasto dei '36 regni dei Territori Occidentali', con una popolazione di 81 317 persone di cui 21 076 in grado di maneggiare armi.
Le trascrizioni di Han e Tang fanno anche riferimento a Küchï, (Kǖsan durante i regni mongolo e Ming). La forma Kūsān è confermata dal Tarikh-i-Rashidi. 
Kucha era fortemente influenzata dal pensiero indiano e sciziano, e si dice che sia stata governata dai re indiani. Christopher Beckwith identifica il re di Gu-zan del Li yul lung-btsan-pa che attaccò Kanishka assieme al re di Kucha (Kūči, Kūčā, Kushâ, Küsän). In ogni caso le trascrizioni cinesi sono esplicitamente a favore di Küsän/Güsän/Kuxian/Quxian, e non Küshän o Kushan.
Per molto tempo Kucha fu l'oasi più popolosa del bacino del Tarim. La lingua, come provato dagli antichi scritti, era il "tocario B", una lingua indoeuropea. Si trovava all'incrocio con le grandi culture di India, Persia, Battria e Cina. Le grandi rovine dell'antica capitale del regno di Guici [la 'città di Subashi'] si trovano 20 km a nord di Kucha.
La musica fatta a Kucha era molto popolare in Cina durante la dinastia Tang, in particolare il liuto che divenne famoso in Cina col nome di pipa.
Francis Younghusband, che passò in quest'oasi nel 1887 durante il suo viaggio epico da Pechino all'India, dice che il distretto ha "probabilmente" 60 000 abitanti. La città cinese misurava circa 640 m², con un muro alto 7,6 metri non dotato di bastioni o protezioni sulle porte, ma con un fossato profondo circa 6 metri. Era pieno di case e di "un po' di brutti negozi". Le "case turche" seguivano il lato del fossato, e sono rimaste prove dell'esistenza di una vecchia città turca a sud-est di quella cinese. Circa 730 metri a nord della città cinese vi erano caserme per 500 soldati facenti parte di una guarnigione stimata in 1500 uomini, armati di vecchi fucili Lee-Enfield.

## Kucha e il Buddismo

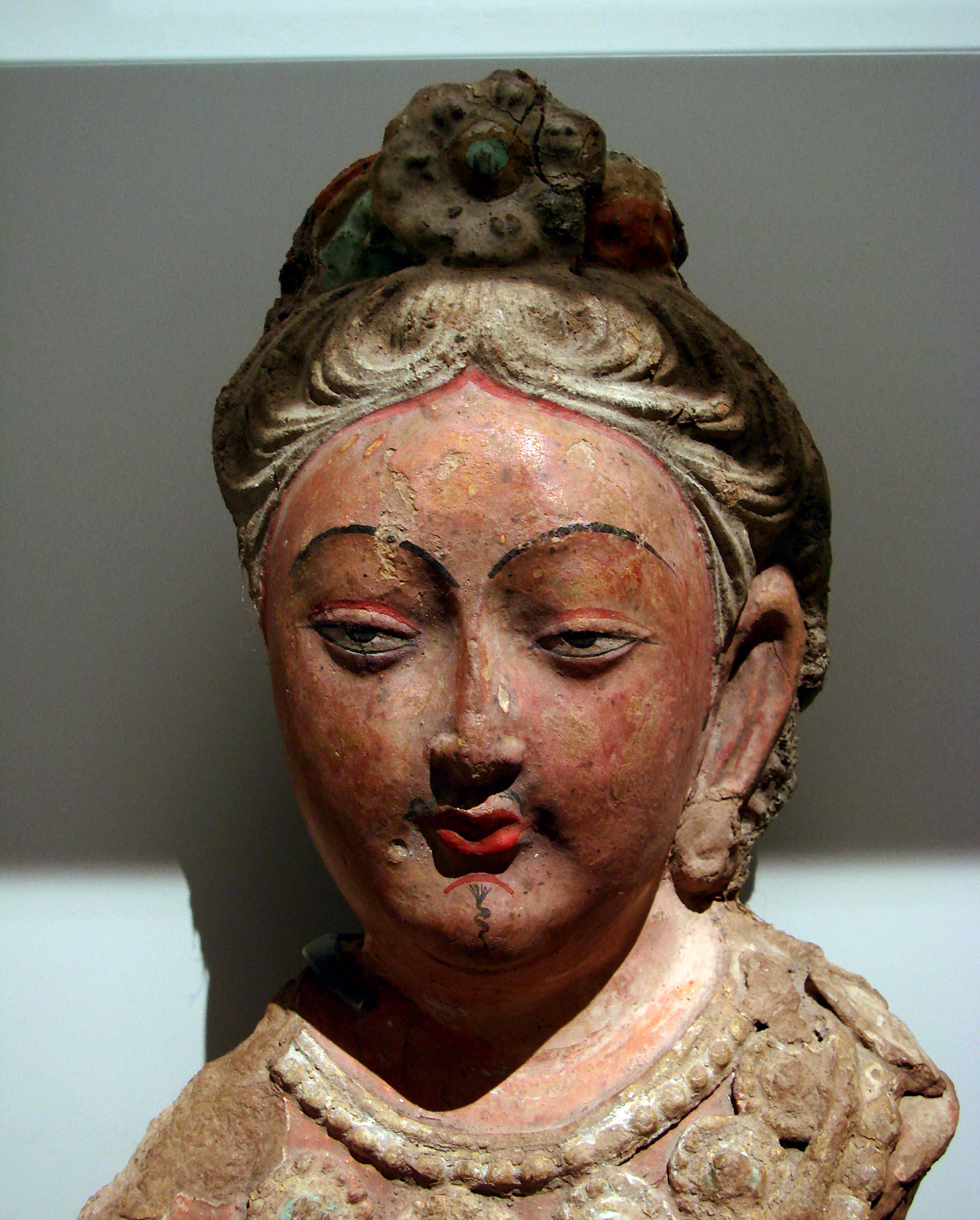
Busto di un bodhisattva proveniente da Kucha, VI-VII secolo. Museo Guimet

Il Buddismo venne introdotto a Kucha prima della fine del I secolo, ma fu solo nel III secolo che la città divenne un grande centro buddista, soprattutto del ramo Sarvāstivāda ma, a partire dal V secolo anche del Mahāyāna. In questo si differenziava da Khotan, un regno Mahāyāna nella parte meridionale del deserto.
Secondo il Libro dei Jin cinese, nel III secolo Kucha contava quasi mille stupa e templi buddisti. In questo periodo i monaci Kuchanesi iniziarono a viaggiare in Cina. Il IV secolo vide un ulteriore sviluppo del Buddismo nel regno. Il palazzo venne fatto somigliare a un monastero buddista, con Buddha scolpiti in pietra, e monasteri sorsero attorno alla città.
Nel VII secolo il monaco buddista cinese Xuánzàng (玄奘, 602-664) riportò di cento monasteri, con circa cinquemila monaci prevalentemente di scuola Sarvāstivāda.

### Monasteri
- Ta-mu ospitava 170 monaci
- Che-hu-li on Po-shan (cinese 白山?; pinyin: bai shan?), una collina a nord della città, aveva 50 o 60 monaci
- Un altro monastero, fondato dal re dei Wen-Su (Uch-Turfan), aveva 70 monaci

### Conventi
Vi erano due conventi ad A-li (Avanyaka):
- Liun-jo-kan: 50 monache
- A-li-po: 30 monache

Un altro convento, Tsio-li, si trovava 40 lǐ a nord di Kucha, ed è famoso per essere il posto in cui si ritirò a vivere la madre di Kumārajīva, Jīva.

### Monaci

#### Bó Yán
Un monaco della famiglia reale noto come Bó Yán (白延) viaggiò nella capitale cinese, Luòyáng, tra il 256 e il 260. Tradusse sei testi buddisti in lingua cinese nel 258, presso il famoso Tempio del cavallo bianco (白馬寺, Báimǎ Sì), tra questi il Śūraṃgama-samādhi-sūtra (首楞嚴三昧經 Shǒulèngyán sānmèi jīng, giapp. Shuryōgon sanmei kyō) conservato al T.D. 642 del Canone cinese.

#### Śrīmitra
Śrīmitra (尸利蜜多羅 Shīlìmìduōluó, giapp.  Shirimitara?-343) fu un principe Kucheano che rinunciò al trono a favore del fratello minore per divenire monaco buddista e raggiungere la Cina. Giunto in Cina tra il 317 e il 322 tradusse in 12 rotoli il 灌頂七萬二千神王護比丘呪經 (Guanding shiwanerjian shenwang hu biqiu zhou jing) conservato nel Canone cinese al T.D. 1331.

## Lingue tocarie

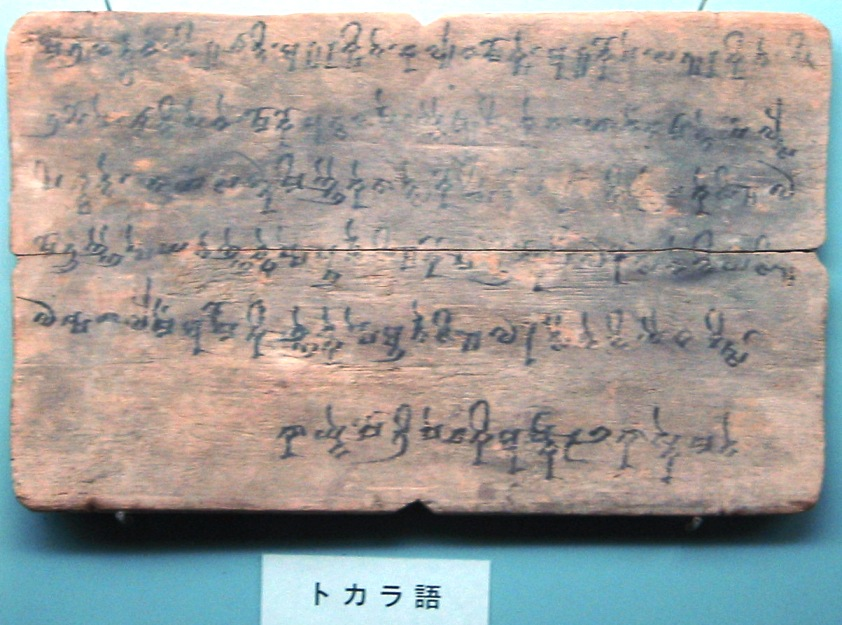
Placca in legno con iscrizioni in lingua tocaria. Kucha, V-VIII secolo. Museo nazionale di Tokyo

All'inizio del XX secolo furono scoperte, in vari luoghi del bacino del Tarim, iscrizioni in Kharoshthi in due lingue legate (ma mutuamente inintelligibili). Si scoprì quasi subito che erano famiglie di lingue indoeuropee che non subirono il cambio di suono dell'isoglossa centum-satem. Le sole fonti dell'ormai estinta "tocaria A" (della regione di Turfan e Karashahr) e "tocaria B" (soprattutto della regione di Kucha, ma anche altrove) sono relativamente tarde (VI-VIII secolo). Sono ora lingue estinte, e gli studiosi stanno ancora cercando di ricostruirne origini, storia e connessioni.

## Vicini
Il regno confinava con Aksu e Kashgar ad ovest, e con Karasahr e Turfan ad est. Oltre il deserto di Taklamakan, a sud, si trovava Khotan.